# Franprix
Franprix是一个的法国零售商场，其总部位于法国塞纳河畔维特里。

## 历史
1958年，法国企业家让·博在法国舒瓦西勒鲁瓦市中心的开设了一家杂货铺，此后以“Franprix”命名的连锁超市陆续在法国多个大城市出现。1997年，卡西诺集团首次收购了Franprix部分资产。2007年，Franprix被卡西诺集团完全收购。

## 运营特点
Franprix的定位为便民商场，通常位于大中城市的核心地带，其卖场面积普遍在200平方米以内，主要经营范围为日常百货商品，大部分店铺没有配备顾客停车场及手推车等设施。
截至2023年7月，Franprix在法国境内共有1,098家店铺，其2022年的营业额达17亿欧元。Franprix的铺面最初仅分布于法兰西岛，2004年首家外省Franprix商铺在里昂开业；2018年，Franprix在比利时伊克塞勒开设了首家海外商店。

## 争议事件
2022年5月，意大利食品商堡康利所生产的披萨发生大肠杆菌超标事件，该产品一度被法国当局禁售，但事件发生一个多月后有两家Franprix商场仍在销售问题食品，引发争议。